# Ras Kass
John Austin IV, znany jako Ras Kass (ur. 26 września 1976 roku w Watts, w stanie Kalifornia) – amerykański raper pochodzenia kreolskiego. Był członkiem zespołów The HRSMN i Golden State Warriors.
Podczas swojej wieloletniej kariery współpracował z wieloma artystami (m.in. Dr. Dre, Mack 10, Busta Rhymes, Coolio, RZA, Chino XL, KRS-One, Battlecat, Snoop Dogg, Kendrick Lamar, DJ Premier, Canibus, Kurupt, Killah Priest, Xzibit, Saafir, Nate Dogg, Tash, Twista, David Axelrod, Royce da 5’9” czy 40 Glocc).
John Austin zaczerpnął swój pseudonim od Jana IV Kassy. Stworzył swoją „ksywkę” łącząc etiopski tytuł arystokratyczny Rasa z nazwiskiem cesarza. Sam Ras Kass wyjaśnił to szczegółowo w wywiadzie dla magazynu The Source z sierpnia 1996 roku.

## Kariera

### Początki
Ras Kass rozpoczął swoją karierę muzyczną z pomocą kolegów z zespołu Western Hemisfear. Jako młody, obiecujący artysta w 1994 roku podpisał kontrakt z wytwórnią Patchwerk Recordings podlegającą pod Priority Records. Wydał w niej dwa single: Won't Catch me Runnin' i Remain Anonymous, które zapowiadały debiutancką płytę Ras Kassa o nazwie Soul On Ice. W późniejszym okresie Patchwerk wydało kasetę Sampler On Ice promującą nadchodzący album rapera. W latach 1994–1996 Ras Kass był także gościem wielu audycji radiowych i nagrywał zwrotki na albumy innych raperów.

### Soul On Ice
Austin zainspirowany książką Eldrige Cleavera pt. Soul On Ice wydał płytę o tym samym tytule 1 października 1996 roku nakładem wytwórni Priority Records. Singlami zostały piosenki: Anything Goes i Soul On Ice (Remix). Produkcją zajęli się współpracownicy Kassa z Western Hemisfear: Vooodu i Bird, a także Battlecat, Michael „Flip” Barber, Michael Schlesinger i Reno Delajuan. Sam raper również zajął się warstwą muzyczną. Soul On Ice zyskało uznanie słuchaczy i krytyków jednak nie osiągnęło sukcesu komercyjnego. Do dziś album ten jest uważany za magnum opus rapera z Carson.

### Rasassination
Drugi album Ras Kassa pt. Rasassination został wydany przez Priority Records 22 września 1998 roku i okazał się dużo większym sukcesem komercyjnym niż poprzednik. Było to zasługą lepszej promocji krążka. Zaproszeni goście również przyczynili się do zwiększenia sprzedaży płyty. Ras Kassa wsparli: Doktor Dre i Mack 10, którzy pojawili się na singlu Ghetto Fabulous. Inni warci wspomnienia artyści, którzy pojawili się na płycie to: Xzibit, Kurupt, RZA, Bad Azz, Twista, Saafir i Jazze Pha.

### Niewydane albumy, problemy z Priority
Ras Kass chcąc iść za ciosem, niedługo po sukcesie Rasassination zapowiedział swoje trzecie solowe wydawnictwo pt. Van Gogh. Wydanie płyty na rynek zapowiadano na przełom 2001 i 2002 roku. W tym samym czasie Priority Records przestało być niezależne. Ostatecznie album nagrano jednak nigdy nie został on wydany.
Kolejnym konceptem był Goldyn Chyld zawierający zupełnie świeży materiał, a także część niewydanego Van Gogha. Jednak ze Złotym Dzieckiem także pojawiły się problemy i to ponownie z winy Priority. Ras Kass wspólnie z DJ Premierem zdecydował, że album będzie promowany tytułową piosenką Goldyn Chyld (Remix). Władze Priority miały jednak inny zamysł na wydanie tej płyty. Wytwórnia jako pierwszy singiel chciała wypuścić The Whoop wyprodukowany przez Dr. Dre. Raper i producent musieli zaakceptować tę decyzję.
W 2002 Goldyn Chyld był ukończony i mógł zostać wydany, jednak po zatrzymaniu rapera przez policję, wytwórnia nie zgodziła się wydać albumu. Po tym zdarzeniu Ras trafił do więzienia. Po wyjściu nagrał kilka mixtape’ów i zakończył współpracę z wytwórnią Priority.

### Problemy z prawem, Institutionalized Vol. 2
Rok 2007 także przyniósł artyście wiele zmartwień. Ras Kass złamał warunki zwolnienia poprzez wyjazd do Atlanty na rozdanie nagród BET. John Austin IV powrócił do więzienia i spędził tam kolejne dwa lata.
W 2008 roku wydał Institutionalized Vol. 2 w niezależnej wytwórni Babygrande Records. John wyszedł na wolność pod koniec maja 2009 roku. Ras Kass po odbyciu kary szybko wrócił do studia i zabrał się za nagrywanie nowych utworów na kolejny projekt. Od tego czasu Austin nie miewał poważniejszych problemów z przestrzeganiem prawa.

### Quarterly i A.D.I.D.A.S.
Nowy album nosił nazwę Quarterly, Realizacja tego przedsięwzięcia polegała na wypuszczaniu do sieci cotygodniowo jednej piosenki. Działało to na zasadzie Hip-Hop Weekly Reloaded, które zainicjował Crooked I. Quarterly miało zostać nagrane w czwartym kwartale roku. Stąd też wzięła się nazwa wydawnictwa. Oficjalnie album został wydany 23 listopada 2009 r. wyłącznie w wersji elektronicznej. Album można było ściągnąć za opłatą. Od słuchacza zależało ile zapłaci, ponieważ album sprzedawano przez Choose your price. Do Quarterly zmontowano kilka teledysków: Amazin', Almost Famous, The Reconciliation i Thank You.
Już na początku 2010 roku Ras Kass zapowiedział kolejny album. Poprzez stronę internetową Kickstarter raper chciał zdobyć pieniądze na wydanie 1000 płyt kompaktowych, 500 winyli i opłacenie studia nagraniowego. Zainteresowani fani wpłacali pieniądze, a zależnie od wielkości wpłaty mogli uzyskać wiele profitów. Były to m.in. koszulki, album z autografem, pozdrowienia na oficjalnej stronie rapera, zwrotka nagrana specjalnie dla fana, a nawet rozmowa telefoniczna z samym Kassem. Limit pieniędzy jaki trzeba było wpłacić został przekroczony przed czasem wygaśnięcia kampanii.
A.D.I.D.A.S. został wydany 20 lipca. Można było go nabyć także w wersji elektronicznej za opłatą. Specjalny kod HRSMN dawał 30 procent zniżki na album. Płytę promują teledyski: Attitudes 2012, Goldyn Chyld 2, Scenario 2012 i A.D.I.D.A.S..
W międzyczasie Ras Kass podpisał kontrakt z wytwórnią Zoo Life Entertainment.

### Trylogia
John Austin w 2011 roku zapowiedział albumową trylogię, której pierwszą częścią jest właśnie A.D.I.D.A.S. (All Day I Dream About Spittin'). Kolejne projekty to: F.I.L.A. (Fuck It, Lose It All) i N.I.K.E. (Now I Know Everything), nad którymi Ras Kass obecnie pracuje. Na rok 2012 planowana była także premiera krążka supergrupy HRSMN, której raper był członkiem wspólnie z Canibusem, Killah Priestem i Kuruptem.
28 stycznia 2012 roku Ras Kass opuścił grupę HRSMN. Wydanie płyty The End Is Near stanęło pod znakiem zapytania.
W sierpniu 2012 roku Austin zapowiedział wydanie dodatkowej płyty, wchodzącej w skład planowanej trylogii. Tym wydawnictwem miało być P.U.M.A. (Pushing Underground Music Always), minialbum. Jednakże, Ras Kass bardzo szybko zrezygnował z tego pomysłu i zmienił nazwę płyty na Barmageddon oraz uczynił ją produkcją długogrającą. Początkowo album miał ukazać się 19 grudnia, lecz premierę przełożono na rok 2013. Album jest promowany mixtapem o tej samej nazwie, umieszczonym w Internecie pod koniec 2012 roku.

### Plany wydawnicze po 2013 roku
Ras Kass na 2014 rok planuje wydać album „How To Kill God” nagrany wspólnie z producentem, Apollo Brownem.
W lutym 2014 roku raper powołał do życia grupę White Crows, której jest członkiem wraz z raperem z zespołu Black Sheep, Mista Lawnge. Ich pierwszą wspólna piosenką jest „Kick Rocks” nagrana na samplu ze znanego utworu pt. „Roxanne” grupy The Police. Na rok 2014 raper rozważa również wydanie zapowiedzianego kilka lat temu albumu „F.I.L.A”.

## Konflikty

### The Alchemist
W 1999 roku Ras Kass zgłosił się do Alchemista z chęcią kupienia trzech bitów na swój nadchodzący album pt. „Van Gogh”. Producent zgodził się na tę propozycję i otrzymał zaliczkę od wytwórni Priority Records. Jednakże gdy bity trafiły w ręce Ras Kassa wytwórni całkowicie zaniedbała sprawy formalne. Alchemist nie otrzymał ani reszty pieniędzy ani też żadnego dokumentu potwierdzającego chęć zakupu przez Priority Records. Oszukany producent sprzedał wtedy jeden z owych podkładów Jadakiss'owi. Nowojorski raper nagrał na nim jeden ze swoich hitów pt. 'We Gonna Make It”. Tymczasem Kass zdążył już nagrać „Home Sweet Home” na tym samym bicie. Raper z Carson twierdził, że został oszukany przez Alchemista a bit nie powinien być sprzedany dwóm osobom. Ras Kass zdissował producenta w piosence „Kiss U” oraz w teledysku do utworu „Back It Up”. Alchemist chciał wyjaśnić całą sytuację oferując Austinowi nowy bit oraz zwrot zaliczki. Ras Kass odrzucił propozycję kalifornijskiego producenta.
Panowie w 2006 roku doszli do porozumienia i od tej pory znów ze sobą współpracują.

### Game
W 2005 roku Ras Kass nagrał piosenkę zatytułowaną Caution. The Game dopatrzył się w niej rzekomego ataku w stronę swojego syna, a dokładniej w wersie: „Get a thousand tattoos and won't raise ya gun so when you get merked I'ma raise ya son”. Panowie spotkali się 14 września 2006 roku w klubie Element w Los Angeles. Tego wieczoru doszło między nimi do bójki. Ras Kass został mocno poturbowany, chociaż po zajściu przedstawiał zupełnie inną wersję zdarzeń niż Game. Kalifornijski raper w krótkim czasie nagrał dwa dissy na swojego rywala. Były to piosenki „Gayme Over” i „Hush Little Baby”. The Game bezpośrednio nie odpowiedział na te zaczepki argumentując to tym, że nie chce przyczynić się do wzrostu sprzedaży nowego albumu Austina.
1 stycznia 2011 roku raperzy spotkali się ponownie i po raz drugi doszło do rękoczynów. Nie wiadomo jak skończyła się ta potyczka. Zarówno Ras Kass jak i The Game chwalili się w Internecie, że to oni wyszli zwycięsko z tego incydentu. Austin twierdził, że Game stchórzył, uciekł i zadzwonił po policję, natomiast Taylor tłumaczył, że to on wygrał, nokautując rywala jednym ciosem z pięści. Ras Kass zdissował rapera z Compton w utworze „The Line” w lipcu 2011 roku.

## Życie prywatne
Ras Kass urodził się w Watts. Wychowywała go babcia tam mieszkająca oraz matka, której mieszkanie znajdowało się na przedmieściach Carson. John obecnie mieszka w Los Angeles. Jest ojcem bliźniaków: Ras'a i Taj'a, których matką jest amerykańska piosenkarka Teedra Moses. Jest leworęczny. Mierzy 168 centymetrów wzrostu.

## Dyskografia

### Wszystkie oficjalne wydawnictwa artysty
- „Soul On Ice” (1996)
- „Rasassination” (1998)
- „Van Gogh” (2001) (niewydany album studyjny)
- „Goldyn Chyld” (2002) (niewydany album studyjny)
- „The Horsemen Project” (2003) (wraz z HRSMN)
- „Run Away Slave” (2003)
- „Re-Up (The Complication)” (2003)
- „Guess Who's Back!” (2005)
- „Institutionalized” (2005)
- „Eat Or Die” (2006)
- „Revenge Of The Spit” (2006)
- „Chinese Graffiti” (2007) (wraz z Namebrandem i Jayem 211)
- „Institutionalized Vol. 2” (2008)
- „Quarterly” (2009)
- „The Edangered Lyricist Vol. 1” (2010)
- „The Edangered Lyricist Vol. 2” (2010)
- „A.D.I.D.A.S. (All Day i Dream About Spitin'” (2010)
- „Edangered Lyricist Vol. 3” (2011)
- „The Yellow Snow EP” (2011) (wraz z Doc Hollywood)
- „Spit No Evil „ (2012) (wraz z Doc Hollywood)
- „Barmageddon (The Mixtape)” (2012)
- „Barmageddon” (2013)
- „Drop No Evil” (2013) (wraz z Doc Hollywood)
- „Blasphemy” (2014) (wraz z Apollo Brownem)
- „F.I.L.A. (Fuck It Loseit All)” (2015)
- „See No Evil” (wraz z Doc Hollywood) (zapowiedziany)
- „Oxymorons” (2015) (wraz z Jackiem Splashem)
- „N.I.K.E. (Now i Know Everything)” (zapowiedziany)

## Wideografia

### Teledyski
| Rok  | Tytuł                   |
| ---- | ----------------------- |
| 1996 | „Anything Goes”         |
| 1996 | „Soul On Ice (Remix)”   |
| 1996 | „Miami Life”            |
| 1998 | „Ghetto Fabulous”       |
| 1998 | „H20 Proof”             |
| 2001 | „Back It Up”            |
| 2009 | „Amazin'”               |
| 2009 | „Almost Famous”         |
| 2009 | „Thank You”             |
| 2009 | „The Reconciliation”    |
| 2010 | „Goldyn Chyld 2”        |
| 2010 | „This Shit Right Here”  |
| 2010 | „Scenario 2012”         |
| 2010 | „A.D.I.D.A.S.”          |
| 2010 | „Attitudes 2012”        |
| 2011 | „The Line”              |
| 2012 | „Holes In The Ozone”    |
| 2012 | „I Wave”                |
| 2012 | „Arrested Developments” |
| 2012 | „Sushi”                 |
| 2012 | „The Great Recession”   |
| 2013 | „Coke Lines”            |
| 2013 | „Corleone”              |
| 2013 | „Upscale Ratchet”       |
| 2013 | „I Love This Show”      |

### Gościnnie w teledyskach
| Rok  | Tytuł                          | Wykonawca         |
| ---- | ------------------------------ | ----------------- |
| 1994 | „Come Widdit”                  | Ahmad             |
| 1997 | „The Hiatus”                   | Diamond D         |
| 1998 | „What You See Is What You Got” | Xzibit            |
| 2000 | „What Part Of The Game?”       | Killah Priest     |
| 2000 | „Cherchez LaGhost”             | Ghostface Killah  |
| 2000 | „Front 2 Back”                 | Xzibit            |
| 2001 | „It's Over”                    | Kurupt            |
| 2002 | „Still More Bounce”            | Battlecat         |
| 2007 | „Nobody Do It Better”          | Keith Murray      |
| 2007 | „Next Dose”                    | Rugged Intellect  |
| 2010 | „On Point”                     | Strong Arm Steady |
| 2010 | „Playing With Fire”            | Rasi Caprice      |
| 2011 | „High Enough”                  | Drewtradition     |
| 2012 | „Californication”              | David Banner      |
| 2012 | „Manna”                        | JNatural          |
| 2012 | „What The West Like”           | Snowgoons         |
| 2012 | „That Slap”                    | Black Silver      |
| 2013 | „Skyrider”                     | Shottie           |
| 2013 | „Kings”                        | Planet Asia       |

## Filmografia
- 1997: Rhyme & Reason
- 1998: I Got the Hook Up
- 2000: Brothahood
- 2007: Beef 4
- 2011: Rhyme And Punishment
- 2012: The Art of Rap